# Il poema del vento e degli alberi
Il poema del vento e degli alberi (風と木の詩?, Kaze to ki no uta) è un manga shōjo con tematiche omoromantiche realizzato da Keiko Takemiya e pubblicato dalla Shogakukan dal 1976 al 1984 sulla rivista Shōjo Comic. Nel 1979 l'opera fu insignita del premio Shogakukan per i manga nella categoria manga shōnen/shōjo. La serie è riconosciuta come un classico del genere shōnen'ai, essendo stato uno dei primi nel genere a combinare il romanticismo con la sessualità, oltre a essere una delle primissime storie d'amore tra ragazzi pubblicate: di certo innovativo per le sue raffigurazioni di "rapporti apertamente sessuali", favorì ampiamente lo sviluppo del genere amoroso yaoi nei manga shōjo, a cui contribuì a dare una decisiva svolta. Ebbe inoltre una sua influenza nella creazione della sottocultura dōjinshi yaoi.
Ci vollero nove anni prima che l'editore accettasse di mettere in commercio il manga, dato che l'autrice si rifiutava categoricamente di tagliare e censurare gli elementi più apertamente sensuali della storia (una scena in cui i due protagonisti si presentano nudi a letto fece sensazione nell'ambiente dei mangaka).
Il manga fu adattato in un OAV prodotto dalla Herald Enterprise e dalla Shogakukan nel 1987. L'OAV si basa e riassume la prima parte della storia: nella sua colonna sonora vi sono, tra gli altri, brani di Fryderyk Chopin e Johann Sebastian Bach
In collaborazione con l'amica Norie Masuyama l'autrice pubblicò in seguito anche un romanzo che ha fornito una seconda parte della storia, intitolato Kami no kohitsuji (traducibile come "Agnus Dei").

## Trama

La serie è ambientata nella città di Arles.

Si tratta d'un dramma storico all'interno d'un contesto scolastico. Si raccontano le storie personali e di relazione tra due studenti adolescenti, Serge e Gilbert, convittori in un collegio maschile di Arles in Provenza nel tardo '800. Il centro degli avvenimenti si svolge nei dormitori dell'accademia; si presentano tipologie differenti i personaggi: alcuni peccano di lussuria, altri di gelosia, altri ancora han caratteri suscettibili attraversati da sentimenti contrastanti per persone diverse. Gli eroi della vicenda son due persone in balia del destino, lo splendido Gilbert e il sincero e gentile Serge, i quali si ritrovano a vivere una dolorosissima storia d'amore. Il tutto viene presentato dalla prospettiva di Serge, come una ricostruzione dei suoi ricordi giovanili.
Serge è il figlio d'un visconte francese e d'una bella rappresentante del popolo gitano. Quando anche suo padre sta per morire, durante la guerra, ecco che le sue ultime volontà espresse nel testamento sono che il figlio vada a studiare nella stessa scuola da lui frequentata a suo tempo. Il ragazzo, che desidera seguire in tutto le orme del padre tanto ammirato, si reca quindi alla prestigiosa accademia Lacombrade, un collegio per soli ragazzi nei pressi d'Arles: qui Serge avrebbe conosciuto il proprio destino.
Serge vorrebbe anche fare del suo talento al pianoforte (è difatti bravo a suonarlo come pochi altri) la sua futura professione: è un ragazzo amichevole, energico e di gran talento con una sua peculiare bellezza esotica, che rapidamente si guadagna la considerazione e il riconoscimento dei colleghi. Solamente Gilbert, bello come un angelo ma ragazzo con una cattiva reputazione, sembra esserne immune e non condividendo l'entusiasmo generale, cerca anzi a tutti i costi di liberarsi del coinquilino indesiderato.
Gilbert è un bellissimo efebo biondo dai delicati lineamenti e dagli occhi profondi ma pieni di amarezza. Ammirato segretamente da tutti per il suo gran fascino e bellezza femminea (cercato e usato dagli altri studenti del collegio per i loro sfoghi sessuali), ma disprezzato pubblicamente e insultato per il suo poco impegno nei doveri scolastici, ma soprattutto per i rapporti sessuali mercenari con studenti più grandi di lui. Fattosi la fama di uno che va a letto con tutti, questo sembra tradursi quasi in un vantaggio per lui: tutti sembrano infatti esserne irresistibilmente attratti.
La prima notte Serge la passa da solo, il suo compagno di stanza, che ancora non ha mai veduto non si è ancora presentato. Sarà svegliato da un bel giovane con gli occhi chiari e il volto e le movenze decisamente effeminate. Serge si sforza di far amicizia con lui, nonostante il fatto ch'egli venga presto a conoscenza del tipo di relazioni "peccaminose" che intrattiene coi compagni; ma Gilbert sembra sempre respingere e cerca (forse per gioco o solo per sfida) di sedurre il giovane aristocratico. Ben presto si formerà una connessione complessa e dirompente tra i due. Dopo poche settimane di permanenza Serge si dimostra essere uno dei migliori e più popolari studenti della scuola: egli trova subito molti amici, a differenza di Gilbert che sembra volutamente precludersi la possibilità di far vere nuove amicizie.
Nonostante la sua apparente crudeltà e promiscuità, tuttavia Gilbert dimostra di essere un giovane col cuore spezzato, torturato dal ricordo d'una storia d'abbandono e abusi subiti, sempre veduto più come un oggetto che come essere umano. Il passato non gli lascia difatti mai requie: lo zio, una figura di spicco dell'alta società lo manipola emotivamente dopo averne abusato sessualmente. Principale antagonista questo presunto zio, Auguste Beau, è una figura rispettata all'interno della società benestante a cui appartiene ma che in realtà molesta e sfrutta il suo giovane nipote: la sua influenza negativa, quasi demoniaca, risulta esser così grande che Gilbert ritiene lo zio realmente innamorato di lui. In principio perfino Serge rimane affascinato dalla distinzione d'Auguste, anche dopo aver appreso il segreto inquietante riguardante la loro relazione.
Nel frattempo Gilbert, pur mantenendo il suo atteggiamento spavaldo, anticonformista e decadente, dissoluto e immorale egli finisce però per innamorarsi sinceramente di Serge, l'unico che si comporti con lui in maniera differente da quella di tutti gli altri: lo tratta infatti come persona, un individuo da rispettare di per sé. Quest'ultimo inevitabilmente subisce il fascino del compagno di stanza e cerca di aiutarlo a essere accettato dagli altri ospiti del collegio. Sembra che Serge possa davvero rappresentar l'unica speranza di fuga per Gilbert dalla vita infernale che conduce.
Serge persevera nei suoi tentativi di legar sempre più profondamente con Gilbert (il suo cuore ne era ormai già rimasto impigliato e conquistato) e nonostante le minacce di ostracismo e violenza che gli provengono a tal riguardo dai membri della facoltà e del corpo studentesco, infine i due diventano amanti: ma siamo nel XIX secolo e così la loro vita quotidiana risulta esser piena di conflitti, desideri e disperazione, tutto questo a causa dell'ostilità generalizzata che circonda il biondo Gilbert.
Pertanto di fronte al rifiuto categorico d'accettar la loro relazione da parte dell'intero ambiente scolastico i due ragazzi decidono di fuggire assieme a Parigi; convivono per un breve periodo in uno stato d'estrema indigenza. Gilbert trova difficoltà ad adattarsi alla vita povera e non vuole lavorare: mentre Serge è assente da casa un gruppo di uomini riesce a drogarlo e a fargli subire uno stupro di gruppo. Questo fatto lo farà tornare al mondo della prostituzione e sarà ritrovato da Serge quando oramai è troppo tardi; incapace di sfuggire a tutti i demoni del proprio passato, ritrovandosi trascinato in una squallida esistenza tra droghe e prostituzione.
Sotto l'effetto d'allucinogeni, corre di fronte a un carro trainato da cavalli rimanendo schiacciato sotto le ruote e gli zoccoli degli animali, convinto d'aver veduto Auguste. Alcuni dei pochi amici rimasti della coppia, che li avevano recentemente ritrovati, si premurano di consolare e prendersi cura del traumatizzato e sconvolto Serge.

## Personaggi
Gilbert Cocteau (ジルベール・コクトー?, Jirubēru Kokutō)

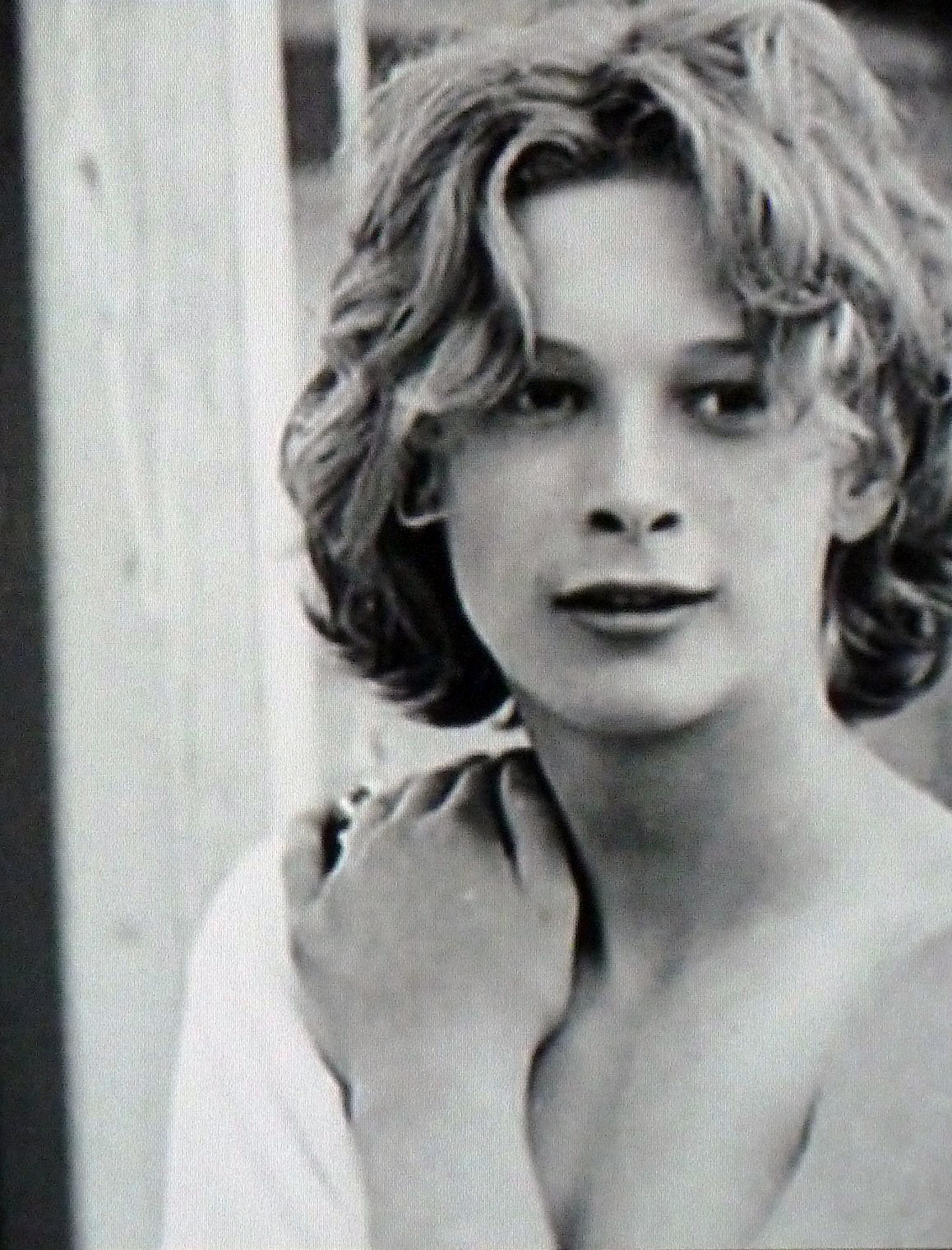
Björn Andrésen che interpretò il personaggio di Tadzio nel film Morte a Venezia (1971) fu una delle principali ispirazioni durante la stesura del manga.

14 anni. Studente promiscuo la cui reputazione generale è quella d'un "poco di buono" di bassa moralità (e, cosa non meno grave, che accetta d'accompagnarsi con gente di tutte le classi). Si prostituisce per ottenerne in cambio favori. Cresciuto dallo zio che finanzia la scuola, grazie alla cui influenza le azioni di Gilbert sono tollerate e coperte, non importa quanto scandalosa possa risultar la sua condotta. Egli non mostra molte emozioni, se non nei confronti d'Auguste, da cui è dominato sadicamente. Inizialmente respinto da entrambi i suoi genitori crebbe privo di cure, affetto e calore umano. Auguste sarà il primo membro della famiglia a mostrar un qualche interesse per lui, anche se poi lo prende con sé solo per addestrarlo a essere il suo fedele "animaletto domestico personale". L'abuso fisico ed emotivo subito in tenera età porta Gilbert a uno stato profondo di cinismo antisociale, arrivando a essere convinto che l'unica interazione sociale possibile sia quella attraverso il sesso. In principio antagonista anche violento nei confronti di Serge, respinge subito tutti i tentativi degli altri ragazzi di far amicizia con lui. Tuttavia proprio l'altruismo persistente di Serge lentamente vincerà la corazza protettiva che s'è costruito. Il centro della sua vita sembra essere Auguste, da parte del quale ha subito abusi sin dalla più tenera età (anche se vuole continuar a creder alla sincerità dei sentimenti espressi da quest'ultimo, auto convinto della sua buona fede, fino alla fine). A Lacomblade è discriminato da tutti a causa del suo atteggiamento, ma non ha mai ricevuto nessuna sanzione a causa delle ricche donazioni all'istituto provenienti da Auguste. In un primo momento ha letteralmente odiato Serge per il suo voler intromettersi nei propri affari. In definitiva affamato di puro e semplice amore, sarà sostenuto fino all'ultimo momento da quello puro e gratuito di Serge (sempre pronto al sacrificio per far il bene dell'amico).
Serge Battour (セルジュ・バトゥール?, Seruju Batūru)
14 anni. Unico discendente ed erede d'una ricca famiglia aristocratica. Allevato e preso in custodia dalla nonna paterna, divenuta sua tutrice, la quale però non prova affetto nei suoi confronti. Per il fatto d'esser d'origine zingara la maggior parte delle persone proverà una qual forma di sospetto nei confronti del colore della sua pelle; tuttavia la somiglianza col padre è perfetta e la sua prodigiosa abilità in ambito musicale (ereditata da lui) indiscutibile, così come la facilità nell'andar a cavallo. Con un senso nobile e umanistico della moralità, è una persona di animo buono che si rifiuta di credere nel "male" insito in Gilbert nonostante apparentemente il suo compagno di stanza lo rifiuti: è divenuto molto popolare dopo aver cacciato una notte dalla camera uno dei tanti amanti passeggeri di Gilbert. Si dedicherà sempre più al tentativo d'aiutarlo e comprenderlo: ma l'attrazione anche fisica che prova nei confronti del coetaneo gli procura però confusione e disagio, soprattutto quando scopre che non può in alcun modo contar né sulla Chiesa né sugli amici per un consiglio e sostegno. Inizialmente ingannato da Auguste circa le sue vere intenzioni e i rapporti intercorrenti col nipote, riuscirà a non esserne manipolato (quando scopre chi è veramente). Conosciuta in seguito la relazione abusiva dell'uomo con Gilbert, e dopo aver finalmente vinto il cuore del compagno di stanza, fugge insieme a lui nel tentativo di liberarlo dall'influenza maligna dello zio. Non lo abbandonerà neanche quando l'amico si verrà a trovare in difficoltà soprattutto a causa degli ex amanti gelosi, ma continuerà a perseverar comunque: questo giovane dal cuore d'oro non poteva certo resistere al "fascino indiscreto" di Gilbert.
Auguste Beau (オーギュスト・ボウ?, Ōgyusuto Bō)
poeta illustre, adottato a suo tempo dalla famiglia Cocteau. La sua influenza psicologica risulta esser molto profonda (oltreché molesta) su Gilbert. Durante la sua prima giovinezza fu violentato da un suo fratellastro più grande. Ha avuto una relazione con la cognata Anne Marie a seguito della quale nacque Gilbert. Prova un attaccamento morboso ossessivo nei confronti del "nipote", su cui lavora in seguito per trasformarlo in un individuo artistico fatuo e vanitoso, un po' dandy, anche se alla fin fine non sembra provar mai troppa simpatia per il ragazzo. Dopo aver saputo della sua relazione con Serge lavora per separare la coppia, rifiutandosi di permetter al "nipote" di legar con chiunque potenzialmente potesse prendersi cura di lui. Egli dimostrerà preoccupazione vera solo nei suoi ultimi istanti quando s'accorge che Gilbert è davvero innamorato di Serge. Ha tra l'altro la stessa età del padre di Serge.
Pascal Biquet (パスカル・ビケ?, Pasukaru Bike)
un eccentrico iconoclasta compagno di scuola e amico di Serge. È un tipo apparentemente annoiato che non ama le vecchie superstizioni. Sprezzante nei confronti della religione e di tutta la formazione classica umanistica, è un grande studioso di scienze che considera come unico baluardo e bene futuro possibile per l'umanità tutta. Egli insiste molto sull'importanza di ciò e prende sotto la sua ala Serge per istruirlo sulle cose della sessualità. Mentre rimane mediamente attratto da Gilbert, è anche il più chiaramente eterosessuale tra i confidenti di Serge, contribuendo a introdurre l'adolescente alle donne. Si darà inoltre da fare per aiutare Serge quando Gilbert s'ammala.
Patricia
sorella di Pascal. Prova una forte simpatia per Serge e riesce a comprendere in profondità Gilbert
Carl Maïsser (カール・マイセ?, Kāru Maise)
addetto alla sorveglianza della sala studenti, primo amico di Serge dopo il suo arrivo a Lacombrade. Un dolce ragazzo pio che lotta con tutte le forze contro la sua attrazione "impura" per Gilbert. È molto religioso e responsabile e chiede a Serge subito di stare vicino a Gilbert (di cui si preoccupa sinceramente), pensando che in tal modo questi possa aver una buona influenza su di lui. In un primo momento non informa Serge sul motivo per cui tutti respingano così sdegnosamente Gilbert, e finisce per sentirsi anche un po' colpevole per la situazione venutasi a crear tra i due ragazzi. Vive nel villaggio vicino, non frequenta pertanto i dormitori e ha un fratello minore di nome Sebastien (che appare nel manga e solo per pochi secondi nell'Oav). Successivamente entrerà in seminario.
Aryon Rosemarine (アリオーナ・ロスマリネ?, Ariōna Rosumarine)
15 anni, studente sovrintendente generale della scuola. Veramente vicino solo al suo compagno di classe Julies, egli appare come un collaboratore nel tentativo di manipolazione di Gilbert da parte di Auguste (da cui è stato violentato e di cui è un lontano parente), nonostante l'odio e il disgusto profondo che prova nei confronti d'entrambi. Lo fa però stringendo al contempo un autentico rapporto d'amicizia con Serge: aiuterà i due ragazzi nella loro fuga verso Parigi. Meticoloso e ossessionato dalla pulizia.
Jules de Ferrier (ジュール・ド・フェリィ?, Jūru do Feryi)
studente supervisore e amico d'infanzia di Aryon. Anche se è un nobile, tutta la fortuna della sua famiglia è andata perduta con la morte del padre, sopravvivendo grazie a lezioni private date dalla madre in casa. Tuttavia a causa della sua conoscenza con Aryon, e della sua natura intelligente, è in grado d'iscriversi a Lacombrade gratuitamente e di laurearsi a tempi di record prima di tutti gli altri. Sia Aryon che Gilbert nutrono una sincera fiducia nei suoi confronti ed egli s'incarica d'offrir loro un momento di conforto durante i loro periodi di stress.
Professor Watts
ex compagno di squadra del padre di Serge e suo caro amico durante gli anni di studi passati assieme (anche se di 3 anni maggiore). Dà a Serge un ritratto della madre, che conservava, quando questi si trasferisce a Lacomblade. In un primo momento era titubante sul fatto di permettergli di condivider la stanza con Gilbert.
Jack Dren
il bidello della scuola. All'inizio della storia Gilbert gli promette di poter fare tutto quello che vuole con lui s'egli riesce a ottenere che Serge non sia più suo compagno di stanza. Un violento litigio con lui ne provocherà l'espulsione definitiva.
Direttore
nel manga sembra aver anch'egli rapporti con Gilbert.
Cugina di Serge
innamorata di lui, viene a conoscenza del rapporto esistente tra i due ragazzi.
JeanPierre Bonnard
famoso pittore e scultore di tendenze pedofile (appare solo nel manga). Rapisce un Gilbert ancora bambino per poterne abusare; ma a seguito di ciò roso dal rimorso ha tentato il suicidio ma è stato salvato da Auguste. Nonostante ciò incontrerà successivamente Gilbert a Parigi, ed è implicito il fatto che questi lo abbia perdonato. Fa un'altra comparsa nel volume finale del manga quando i due ragazzi vanno a fargli visita.
Renault
miglior allievo di Bonnard, ha una buona influenza su di lui. Però per la gelosia che nutre nei confronti di Gilbert, spesso si trovano a litigare.

## Temi affrontati e accoglienza
Uno dei primi manga messi in commercio che raccontino esplicitamente una storia d'amore omosessuale, tratta temi molto più impegnativi rispetto a quelli classici decisamente più leggeri dei manga per adolescenti, quali razzismo, classismo, omofobia, pedofilia, stupro, incesto, prostituzione e abuso di droghe: il ritratto estremo, decisamente radicale dato a tutti questi argomenti ha procurato un impatto fortissimo sui lettori dell'epoca. Midori Matsui lo definisce come "pornografia surrettizia per ragazze" (in quanto rivolto a un pubblico eminentemente adolescenziale femminile) e paragona Gilbert a una "femme fatale"; considera inoltre fondamentale la sua influenza nella creazione della sottocultura del dōjinshi yaoi.
Masami Toku lo considera rivoluzionario e innovativo per le sue raffigurazioni di "rapporti apertamente sessuali", stimolando enormemente lo sviluppo di storie d'amore tra ragazzi nello shōjo manga, a cui contribuì a dare una decisiva svolta

## Doppiaggio
| Personaggio        | Doppiatore originale                  | Doppiatore italiano                         |
| ------------------ | ------------------------------------- | ------------------------------------------- |
| Serge Bateaur      | Akira Sakata Noriko Ohara (ragazzo)   | Flavio Arras Marisa Della Pasqua (ragazzo)  |
| Gilbert Cocteau    | Koichi Makigami Yuko Sasaki (ragazzo) | Giorgio Bonino Paola Della Pasqua (ragazzo) |
| Rosmarine          | Sakakibara Yoshiko                    | Luca Sandri                                 |
| Carle Merzee       | Tsutomu Kashiwakura                   | Anna Maria Tulli                            |
| Jacques            | Takako Nishihara                      |                                             |
| Cour               | Asami Mukaidono                       | Gianluca Machelli                           |
| Jules              | Rin Mizuhara                          |                                             |
| Prof. Watts        | Jūrōta Kosugi                         | Giorgio Bonino                              |
| Maestro Louis René | Koichi Chiba                          | Raffaele Fallica                            |
| Prof. Luche        | Yoshiya Nemoto                        | Alarico Salaroli                            |
| Auguste Beau       | Kaneto Shiozawa                       | Paolo Bessegato                             |
| Rettore            | Toku Nishio                           | Bruno Slaviero                              |